# Pavlova

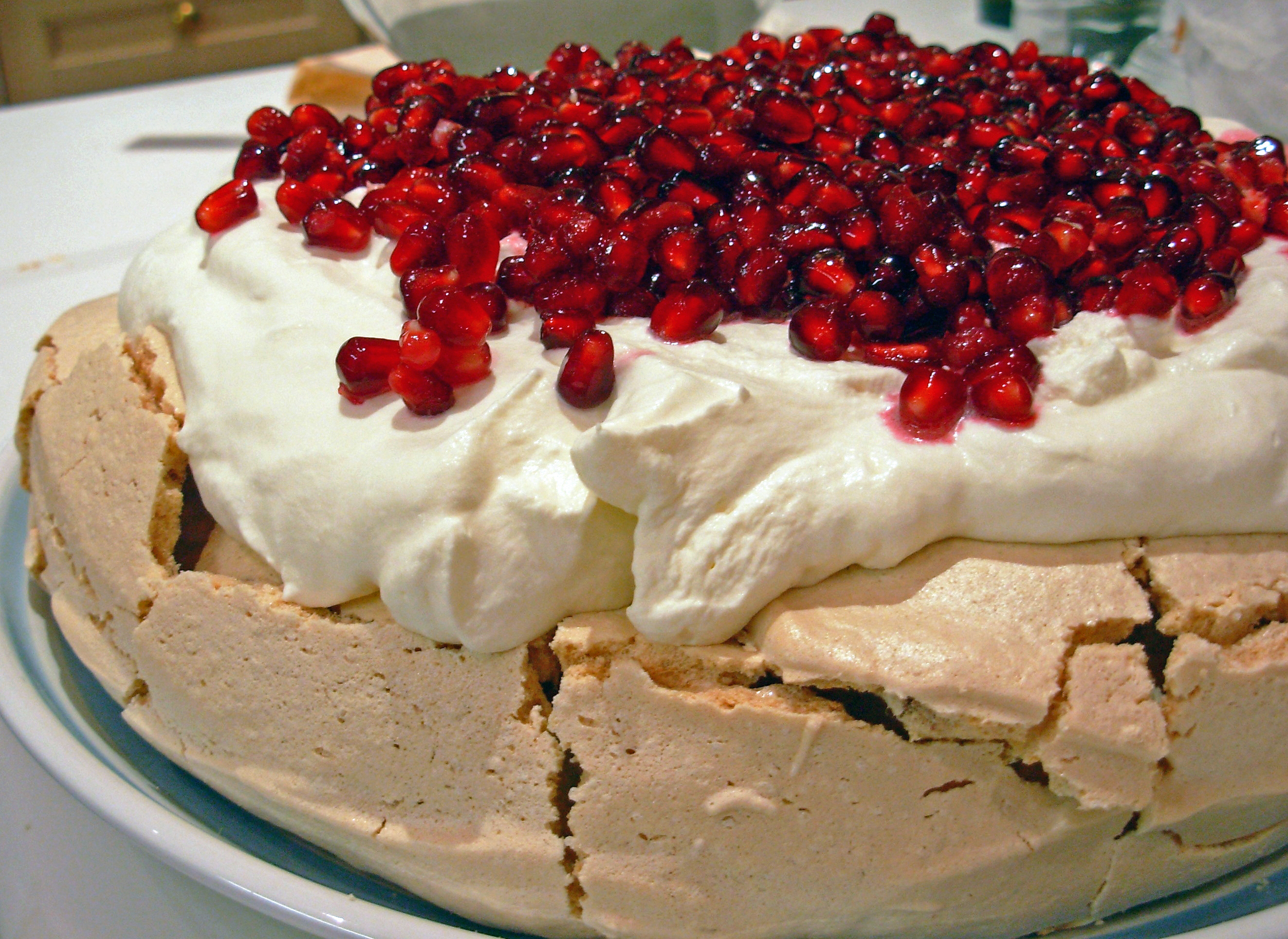
Pavlova, dekoriert mit Granatapfelkernen

Pavlova (manchmal auf Deutsch auch Pawlova geschrieben) ist eine mit Sahne und Früchten gefüllte Torte aus einer Baisermasse. Sie gilt sowohl in Australien als auch in Neuseeland als eines der Nationalgerichte; beide Länder beanspruchen die Erfindung der Süßspeise für sich. Fest steht, dass die Torte nach der russischen Ballerina Anna Pawlowa benannt wurde, die Ende der 1920er Jahre in beiden Ländern Gastauftritte hatte. Das Oxford English Dictionary nennt Neuseeland als Ursprungsort, weil das älteste bekannte Rezept dieses Namens im Jahr 1927 dort erschien.

## Beschaffenheit
Pavlova besteht aus einer Baisermasse, die aus Zucker und Eiklar zubereitet wird. Häufig wird in Rezepten noch Speisestärke, etwas Essig oder Zitronensaft sowie eine Prise Salz hinzugegeben, um die Stabilität der Masse zu verbessern. Die Baisermasse wird auf ein Backpapier gegeben und bei niedriger Temperatur getrocknet. Nach dem Backen wird die Baisertorte mit einer Creme, z. B. Schlagsahne, Mascarpone, und Früchten getoppt, beziehungsweise dekoriert. Traditionell ist die Verwendung von Passionsfrüchten.

## Herkunftsstreit
Wer die Pavlova erstmals kreiert hat, ist seit Jahrzehnten zwischen Australien und Neuseeland umstritten. In Australien wird die Version favorisiert, nach der der deutschstämmige Herbert Sachse als Küchenchef des Hotels Esplanade in Perth diese Torte im Jahr 1935 erfunden und mit der Bemerkung „Es [das Baiser] ist leicht wie die Pavlova“ nach Anna Pawlowa benannt hat, wobei er sich von dem Tutu der russischen Balletttänzerin inspirieren ließ. Der Name Pavlova wurde in Neuseeland nachweislich schon 1927 benutzt, jedoch zunächst für eine andere Süßspeise. Die neuseeländische Anthropologin Helen Leach fand nach ausgiebigen Recherchen mehrere Belege dafür, dass die Torte bereits vor 1935 in Neuseeland bekannt gewesen war. In einem neuseeländischen Kochbuch aus dem Jahr 1929 ist ein Rezept für Pavlova Cakes enthalten, die weitgehend der bekannten Pavlova entsprechen, mit dem Unterschied, dass es sich dabei um mehrere kleine Törtchen handelte. Ähnliche Rezepte erschienen in den folgenden Jahren, sodass davon auszugehen ist, dass Sachse nicht der Erfinder ist.